# Nociu

El signe d'admiració negre dins d'un quadrat blanc girat 45º i amb costats vermells, és el símbol de perill químic que indica substància que pot implicar risc per la salut.

Nociu és un pictograma que identifica totes les substàncies o preparacions per inhalació, ingestió o absorbiment cutani, poden implicar riscs, per la salut, de gravetat variable però rarament la mort.
Com a precaució els vapors no han de ser inhalats i s'ha d'evitar el contacte amb la pell.
Exemples de substàncies nocives hi són: el làudan, el diclorometà o la cisteïna.